# Pristimantis mondolfii
Espèce
Synonymes
- Eleutherodactylus mondolfii Rivero, 1984 "1982"

Statut de conservation UICN

 DD  : Données insuffisantes
Pristimantis mondolfii est une espèce d'amphibiens de la famille des Craugastoridae.

## Répartition
Cette espèce se rencontre :
- dans le département de Norte de Santander en Colombie ;
- dans l'État de Táchira au Venezuela.

## Étymologie
Cette espèce est nommée en l'honneur d'Edgardo Mondolfi.

## Publication originale
- Rivero, 1984 "1982" : Los Eleutherodactylus (Amphibia, Salientia) de los Andes venezolanos. 2. Especies Subparameras. Memoria de la Sociedad de Ciencias Naturales La Salle, vol. 42, no 118, p. 57-132.